# Green and Gold
Le Green & Gold est une méthode de management qui vise à améliorer l'empreinte environnementale des entreprises en induisant des bénéfices économiques. Cette approche a notamment été popularisée par Andrew Winston et Daniel Esty dans leur ouvrage Green to Gold: How Smart Companies Use Environmental Strategy to Innovate, Create Value, and Build Competitive Advantage, publié en 2006.

## Enjeux de la méthode
Andrew Winston et Daniel Esty classent les bénéfices d’une stratégie Green & Gold selon qu’ils apportent des gains commerciaux ou opérationnels, à court ou à long terme. Le levier le plus important est l’amélioration opérationnelle à court terme : rechercher l’amélioration de la performance environnementale permet d’obtenir une réduction des coûts grâce à une meilleure utilisation des ressources et à des gains de productivité. À plus long terme, ce type de stratégie permet de mieux anticiper les risques auxquels est exposée l’entreprise, comme la volatilité du prix de l’énergie ou encore une évolution de la législation par exemple. L’autre levier est commercial : une stratégie Green & Gold favorise l’innovation, permet d’accéder à de nouveaux marchés et donne la possibilité à l’entreprise de communiquer sur les bénéfices environnementaux de ses produits. À long terme, cette stratégie agit en faveur de la réputation et de l’image de marque.

## Démarche de la méthode
Traditionnellement, la prise en compte de l’impact environnemental de ses activités est vue par l’entreprise comme une contrainte. Le régulateur met en place des lois qui visent à contrôler et limiter les pollutions liées à son activité.
Au contraire, l’approche Green & Gold soutient que la prise en compte de l’environnement peut constituer une chance pour les entreprises. De nombreux projets visant à améliorer la performance environnementale ont un retour sur investissement positif.